# Бајрам (израз)
Бајрам (тур. Bayram од стперс. paδrām — празник) турска је ријеч за празник или прославу, а означава националне (тј. секуларне) и религиозне празника. У складу са овим двоструким значењем, начин на који се одређује годишње вријеме бајрама различит је за националне и религиозне празнике.
Због дугорочног османског утицаја на Балкану и дијеловима југоисточне Европе, многи нетуркијски народи као што су Бошњаци, Албанци муслимани, Горанци, Помаци, муслимани са сјеверног Кавказа (Чечени, Авари и Ингуши), Азери, Кримски Татари и други туркијски народи, на сличан начин су усвојили ријеч „бајрам”, користећи израз „Мали бајрам” на прославе Рамазанског бајрама, док се израз „Велики бајрам” односи на Курбан-бајрам.
Државни празници у Турској одређују се према грегоријанском календару, док исламски религијски празници унапријед координира и јавно објављује владина Управа за религијска питања према лунарном календару, а затим се уврштавају у државни грегоријански календар, што доводи до тога да се датуми религијских празника мијењају сваке године са разликом од приближно 11 дана.
Велике нетуркијске и неисламске традиције и прославе могу се именовати као бајрам, као нпр. Ноћ вјештица се назива „Cadılar Bayramı” (тј. „Бајрам вјештица”), Ускрс као „Paskalya Bayramı” (тј. „Ускршњи бајрам”), Божић као „Noel Bayramı” (тј. „Божићни бајрам”), Пасха као „Hamursuz Bayramı” (тј. „Бесквасни бајрам”) и Ханука као „Yeniden Adanma Bayramı” (тј. „Бајрам освећења”). Међутим, не означава се свака посебна свечаност или празник као бајрам, као нпр. у случају са Свјетским даном здравља.